# Kljajićevo
Kljajićevo (cyr. Кљајићево) – wieś w Serbii, w Wojwodinie, w okręgu zachodniobackim, w mieście Sombor. W 2011 roku liczyła 5045 mieszkańców.